# 鴻型水雷艇
鴻型水雷艇(おおとりがたすいらいてい)は日本海軍の水雷艇。同型艇8隻。

## 計画・建造
前型の千鳥型水雷艇は計画当初は20隻の建造を予定しており、1931年(昭和6年)度の①計画では要求12隻中4隻の建造が認められた。続く1934年(昭和9年)度の②計画では16隻の水雷艇の建造が認められ、当初の予定通り水雷艇20隻がそろう計画になった。軍令部はこの水雷艇に同じ600トン以内で千鳥型を超えた更に過大な要求を行った。つまり速力34ノット(千鳥型は30ノット、以下同)、航続力16ノットで3,000海里(14ノットで3,000海里)、12.7cm砲4門(同3門)魚雷発射管61cm4門(同53cm4門)などである。基本計画番号F47として設計を開始したが友鶴事件の発生により設計を大幅に改めF47Bとして再設計された。当初は条約制限外の600トン以下とする予定だったが計画当初でも公試排水量893トンであり、この時点で基準排水量840トン、公試排水量960トンに増大していた。
本型の4隻を建造中に更に第四艦隊事件が発生した。
溶接構造の補強、DS鋼による部分的な補強などを実施することにして工事を再開、残る4隻は主要強度材を全てDS鋼にするよう計画が変更された。1936年(昭和11年)10月から翌年9月までに8隻が竣工、竣工時には公試排水量1,000トンに達したと言われる。
本型は計画では16隻の建造を予定していたが、残りの艇を建造しても工事の遅延などにより無条約時代(1937年以後)の竣工になることが決定したため8隻で建造は打ち切られ、以後このクラスの水雷艇が建造されることはなかった。建造取り止め艦の予定艦名は「初鷹」「蒼鷹」「若鷹」「熊鷹」「山鳥」「水鳥」「海鳥」「駒鳥」とされている。
もし日本海軍がこれら水雷艇の建造を継続していれば、後の松型駆逐艦と同じ大量生産型の駆逐艦のプロトタイプと成り得た、と指摘する声もある。

## 艦型
千鳥型では度重なる改善工事で速力が27から28ノットまで低下したため、本型では速力を30.5ノットに回復させ、復原性や航洋性を備えることにした。
船体は新しい線図を用いており、千鳥型と艦首形状も異なる。千鳥型より全長で6.5m長くなるなど一回り大きな船体となった。
艦橋は改装後の千鳥型と同じ2層構造であるが、羅針艦橋の天蓋は固定式とし(千鳥型はキャンバス)、トップには3m測距儀が装備された(千鳥型は2m測距儀)。千鳥型にあった羅針艦橋前面の波返しは装備されていない。中国進出時には羅針艦橋の周囲に防弾板が装備された。
缶(ボイラー)は千鳥型と同じ空気余熱器付のロ号艦本式缶、蒸気条件も千鳥型と同じ圧力30kg/平方cm、温度350℃の高温高圧蒸気を使用した。主機は艦本式タービン2基、タービンは高中低圧の3筒になり(千鳥型は高低圧の2筒)、出力19,000馬力(千鳥型11,000馬力)にアップした。このタービンは後に松型駆逐艦の主機に採用されている。機械室については、千鳥型では変則的な縦隔壁で機械室を左右に分けてタービン1基ずつを装備していたが、本型では機械室にタービン2基を装備、その後方を発電機室とする通常の配置になった。
砲は改装後の千鳥型と同じ12cm砲3門だが、新たに十一年式12cm砲(通称M型砲)を採用した。この砲は仰角55度までの射撃が可能で(千鳥型搭載の通称G型砲は仰角33度)、これは上陸作戦での射撃を考慮したと言われている。なお千鳥型で船首楼甲板にあった装填演習砲は本型では後甲板に移されている。
魚雷兵装は新たに九四式53cm3連装発射管を開発し1基装備、防盾(シールド)も装備していた。予備魚雷は無く魚雷3本を搭載、魚雷は六年式魚雷、または八九式魚雷だった。
後甲板にある爆雷兵装、掃海具などは千鳥型に準じている。
ただ爆雷投射機は千鳥型の片舷砲(K型砲)2基から本型では九四式爆雷投射機(両舷砲、Y型砲)1基になった。また爆雷投下台は千鳥型の4基から本型では6基に強化された。爆雷は千鳥型と同数の18個を搭載する。太平洋戦争中に掃海具を撤去、爆雷投射機と爆雷投下軌道を増設し、爆雷は48個に増載した。
レーダーは太平洋戦争中に装備した。終戦時残存した「雉」の場合は羅針艦橋後部の信号所に取り付け架台を設けて22号電探1基を装備、前部マストに13号電探1基を装備した。

### 機銃増備
機銃は25mm機銃連装1基で計画されたが、竣工時は毘式40mm機銃1挺になっていた。「雁」「鳩」には竣工時か竣工直後に25mm連装機銃が装備されたようである。1938年時の「雁」は25mm連装機銃1基とされる。
大戦中の機銃増備の状況は以下の通り。
| 艦名           | 25mm機銃 | 25mm機銃 | 25mm機銃 | 13mm機銃 | 13mm機銃 | 電探        | 調査日         |
| 艦名           | 3連装    | 連装     | 単装     | 連装     | 単装     | 電探        | 調査日         |
| -------------- | -------- | -------- | -------- | -------- | -------- | ----------- | -------------- |
| 鴻、鵯         |          | 3基      | 5挺      |          |          | 13号電探1基 | 1944年 8月20日 |
| 隼             |          | 3基      | 5挺      |          |          | -           | 1944年11月22日 |
| 雉、雁、鷺、鳩 |          | 3基      | 5挺      |          |          | 13号電探1基 | 1944年10月 1日 |

後部3番主砲と40mm機銃を撤去、艦橋前と後部甲板室上に機銃台を設け40mm機銃台と合わせて25mm連装機銃を計3基装備した。その他25mm単装機銃を船首楼甲板に2挺、後甲板に3挺の計5挺が装備された。対潜兵装は「雉」等の場合、八一式爆雷投射機6基、九四式爆雷投射機1基、九三式水中聴音機1基、九四式探信儀1基(水流覆付)を装備した。

## 戦歴
8隻は竣工後に第1水雷隊と第11水雷隊を編成した。
本型は吃水が浅く、運動性もあり、また砲が強力だったため揚子江方面での作戦に適していると考えられた。
そのため各艦にはあらかじめ江水濾過装置が備えられていた。竣工後は中国方面での揚子江遡江作戦等の上陸作戦支援、掃海などに従事した。
太平洋戦争では緒戦は香港攻略戦やフィリピン攻略戦などを支援、その後は多くが各根拠地隊に所属となり各地で船団護衛や哨戒活動等に従事した。
1943年に「鵲」が戦没したのを初めに翌年には5隻が戦没、終戦直前にも「雁」が潜水艦に撃沈され、終戦時に残っていたのは鴻型では「雉」のみだった。

## 同型艦
艦名(読み)：竣工日(建造造船所)。喪失(場所、原因)、またはその後。
鴻(おおとり)1936年(昭和11年)10月10日竣工(舞鶴海軍工廠)。1944年(昭和19年)6月12日戦没(サイパン北方、航空機)。
鵯(ひよどり)1936年(昭和11年)11月20日竣工(東京石川島造船所)。1944年(昭和19年)11月17日戦没(南シナ海、米潜ガンヌル)。
隼(はやぶさ)1936年(昭和11年)12月7日竣工(横浜船渠)。1944年(昭和19年)9月24日戦没(ミンドロ島南方、航空機)。
鵲(かささぎ)1937年(昭和12年)1月15日竣工(大阪鉄工所)。1943年(昭和18年)9月27日戦没(カバエナ島近海、米潜ブルーフィッシュ)。1943年(昭和18年)8月29日から9月1日にかけて、ニューギニアにて当時海軍報道班員であった久生十蘭が乗艦しており、その記録を日記に残している。
雉(きじ)1937年(昭和12年)7月31日竣工(三井造船玉工場)。スラバヤで終戦。復員輸送艦となる。1947年(昭和22年)10月ソ連に引き渡し。1957年(昭和32年)に退役し、翌1958年(昭和33年)解体。
雁(かり)1937年(昭和12年)9月30日竣工(三菱横浜船渠)。1945年(昭和20年)7月16日戦没(ジャワ海、米潜バヤ)。
鷺(さぎ)1937年(昭和12年)7月31日竣工(播磨造船所)。1944年(昭和19年)11月8日戦没(ルソン島西方、米潜ガンヌル)。
鳩(はと)1937年(昭和12年)8月7日竣工(東京石川島造船所)。1944年(昭和19年)10月16日戦没(香港南東、航空機)。

## 水雷隊の変遷

### 第一水雷隊
横須賀鎮守府籍の「鴻」「鵯」「隼」「鵲」で編成、1942年(昭和17年)2月1日に解隊された。
- (1936年(昭和11年)10月10日：「鴻」単独で横須賀警備隊所属[46]。)
- 1936年(昭和11年)12月7日：「鴻」と「隼」の2隻で編成[47]。
- 1936年(昭和11年)12月20日：「鵯」編入[48]。
- 1937年(昭和12年)1月15日：「鵲」編入[49]、4隻編成となる。
- 1937年(昭和12年)7月28日：第3艦隊第3水雷戦隊に編入[45]。
- 1937年(昭和12年)12月1日：第3艦隊第4水雷戦隊に編入[45]。
- 1938年(昭和13年)4月1日：第3艦隊付属に編入[45]。
- 1938年(昭和13年)7月1日：「鴻」が除かれる[45]。「鴻」は第3艦隊第11戦隊に編入[45]。
- 1940年(昭和15年)11月15日：「鴻」復帰[45]。第2遣支艦隊海南根拠地隊所属[45]。
- 1941年(昭和16年)4月10日：「鵯」が除かれる[50][45]、「鵯」は第2遣支艦隊付属となる。第1水雷隊は海南警備府所属[45]。
- 1941年(昭和16年)10月1日：「鵲」が除かれる[51][45]。
- 1942年(昭和17年)2月10日：解隊[52][注釈 3]

### 第十一水雷隊
呉鎮守府籍の「雉」「雁」「鷺」「鳩」で編成。
1938年(昭和13年)12月15日に解隊されたが、1940年(昭和15年)11月15日に再編成、昭和17年2月15日に解隊された。
- 1937年(昭和12年)7月31日：「雉」「鷺」の2隻で編成[54]、呉警備戦隊所属[55]。
- 1937年(昭和12年)8月7日：「鳩」編入[56]、呉警備戦隊より除かれ[57]、第2艦隊所属となる[45]。
- 1937年(昭和12年)9月20日：「雁」編入[58]、編成完了。
- 1937年(昭和12年)12月1日：予備隊になる[45]。
- 1938年(昭和13年)1月1日：海軍兵学校、海軍潜水学校の練習艇になる[45]。
- 1938年(昭和13年)4月5日：「雉」「鳩」が除かれる[59]。
- 1938年(昭和13年)6月6日：「雉」「鳩」復帰[60]。
- 1938年(昭和13年)9月20日：「雁」が除かれ[61]、予備水雷艇になる[45]。
- 1938年(昭和13年)12月15日：解隊[53]。「雉」「鳩」は旅順要港部付属となる[45]。
- 1940年(昭和15年)11月15日：4隻で再編成、支那方面艦隊上海根拠地隊所属[45]。
- 1941年(昭和16年)7月25日：「鷺」「鳩」が除かれる[62][45]。2隻は第5艦隊付属に編入[45]。
- 1941年(昭和16年)9月20日：第3遣支艦隊付属となる[45]。
- 1942年(昭和17年)2月15日：解隊[63][45]。「雉」は第3遣支艦隊付属、「雁」は第1南遣艦隊第12特別根拠地隊に編入[45]。